# Каратал-Жапырыкский государственный заповедник
Каратал-Жапырыкский государственный заповедник (кирг. Каратал-Жапырык мамлекеттик коруг) — особо охраняемая природная территория Кыргызстана, расположенная в Нарынской области страны. Образована в 1994 году. В настоящее время общая площадь государственного заповедника составляет 21 016 га. Заповедник составляют 3 заповедных участка: Каратал-Ачаташ, Сон-Куль и Чатыр-Куль.

## История
- 1994 год. Организация заповедника постановлением Правительства Киргизской Республики от 1 марта 1994 года № 91 в целях сохранения уникальных природных комплексов, редких и исчезающих видов животных и растений Центрального Тянь-Шаня, а также поддержания общего экологического баланса региона. Площадь заповедника на тот период составляла 5980 га.
- 1996 год. Передача 470 га пастбищных угодий государственного заповедника на баланс крестьянского хозяйства имени 8 Марта Нарынского района постановлением правительства Киргизской Республики от 24 июня 1996 года № 277.
- 1998 год. Передача на баланс заповедника приказом Министерства охраны окружающей среды Киргизской Республики № 58 от 5 августа 1998 года, два заповедных участков от Иссык-Кульского государственного заповедника:1. Заповедный участок «Сон-Куль» (общая площадь — 8600 га, в том числе: суша — 3400 га, вода — 5200 га) и 2. Заповедный участок «Чатыр-Куль» (общая площадь — 7154 га, в том числе: суша — 3200 га, вода — 3954 га).